# Eburodacrys lanei
Eburodacrys lanei är en skalbaggsart som beskrevs av Dmytro Zajciw 1958. Eburodacrys lanei ingår i släktet Eburodacrys och familjen långhorningar. Inga underarter finns listade i Catalogue of Life.